# Capilla del Inquisidor Frey Juan Ramírez de Almarza
Las Capilla del Inquisidor Frey Juan Ramírez de Almarza se encuentra en la Iglesia de Santa Lucía de Almarza (Provincia de Soria, Castilla y León, España).
La Capilla se edificó para servir de enterramiento al inquisidor, como se recoge en su testamento otorgado en Madrid en 1624, abriéndose en el muro norte del presbiterio de la iglesia.

## Historia
Fue edificada hacía 1626 siguiendo las disposiciones y últimas voluntades recogidas en el testamento de Frey Juan Ramírez de Almarza caballero de Santiago, doctor en Teología, profesor de la Universidad de Salamanca y del Convento de San Marcos (León) y Consejero del rey Felipe II de España en el de la Suprema, habiendo sido nombrado obispo electo de Cuzco antes de su muerte. Había nacido en Almarza a mediados del siglo XVI y era sobrino de don Francisco Ramírez de Almarza, quien había ocupado también el cargo de inquisidor en los tribunales de Llerena, Valencia y Madrid donde fue sustituido a su muerte como Inquisidor por su sobrino.
La capilla se edificó para servir de enterramiento al inquisidor, como se recoge en su testamento otorgado en Madrid en 1624 y costeada con cargo a los caudales de su testamentaría. Fue encargada al arquitecto soriano Francisco Cambero de Figueroa, según consta en el protocolo del 20 de mayo de 1626, ante el escribano Simón Navarro, en la ciudad de Soria. Francisco Cambero de Figueroa ya había trabajado en la construcción del retablo de Santa Lucía en la capilla Mayor de la misma iglesia en 1604, habiendo sufragado los gastos del dorado el inquisidor don Juan Ramírez de Almarza. Para ello se ordenó rebajar las gradas que constituían el antiguo presbítero hasta quedar solo dos, que debían ser igualadas al mismo nivel que el suelo de la nueva capilla, procediendo a rasgar el muro norte para hacer un arco de cantería con piedra de Valonsadero para el acceso.
El inquisidor, como hace constar en su testamento, movido por el inmenso afecto y cariño a su Almarza natal, fundó Capellanía y la dotó con dinero suficiente para realizar obras de carácter pio y social como atender a los más necesitados, especialmente niños, huérfanos y viudas, además de sufragar los gastos de maestros que atendieran las escuelas de Almarza para que nunca faltaran estudios a los niños de Almarza y su comarca, además de becar anualmente a dos estudiantes para cursar estudios en la universidad de salamanca en donde que él había sido profesor.

## Descripción
La capilla tiene planta cuadrada y se cubre con cúpula de media naranja en cuyo centro se representan las armas nobiliarias del fundador. Al exterior se cubre con tejado a tres aguas y en sus recios muros de sillería campean sus escudos nobiliarios junto a la que fuera su casa solariega natal. El interior se ilumina con una ventana abierta en el lado oeste. 
En el lado este se encuentra el retablo de madera de caoba sin dorar. El retablo se levanta sobre banco, tiene dos cuerpos y tres calles y está rematado por frontón semicircular con dos aletones laterales. Presenta un programa iconográfico sobre la pasión de Cristo contenido en cuatro grandes cuadros pintados en óleo sobre lienzo dispuestos en los cuatro ángulos del retablo y se complementan con otros dos lienzos situados en la calle central, el inferior dedicado a la Virgen acompañada por el Niño y Santa Ana, y el superior con escenas del martirio de los Santos Justo y Pastor. En el primer cuerpo de la calle central una hornacina contiene una moderna figura de José de Nazaret flanqueada por dos óleos de menor tamaño dedicados a Santa Olalla,( Eulalia de Mérida) y Santa Teresa de Jesús. Las pinturas son de gran calidad y alto valor artístico y siguen el estilo manierista de principios del siglo XVII.
Existe otro retablo en el muro norte de la capilla de estilo plateresco y trasladado en fechas posteriores a su construcción. El cuerpo del inquisidor yace bajo el suelo de madera de la capilla en un sarcófago de piedra.

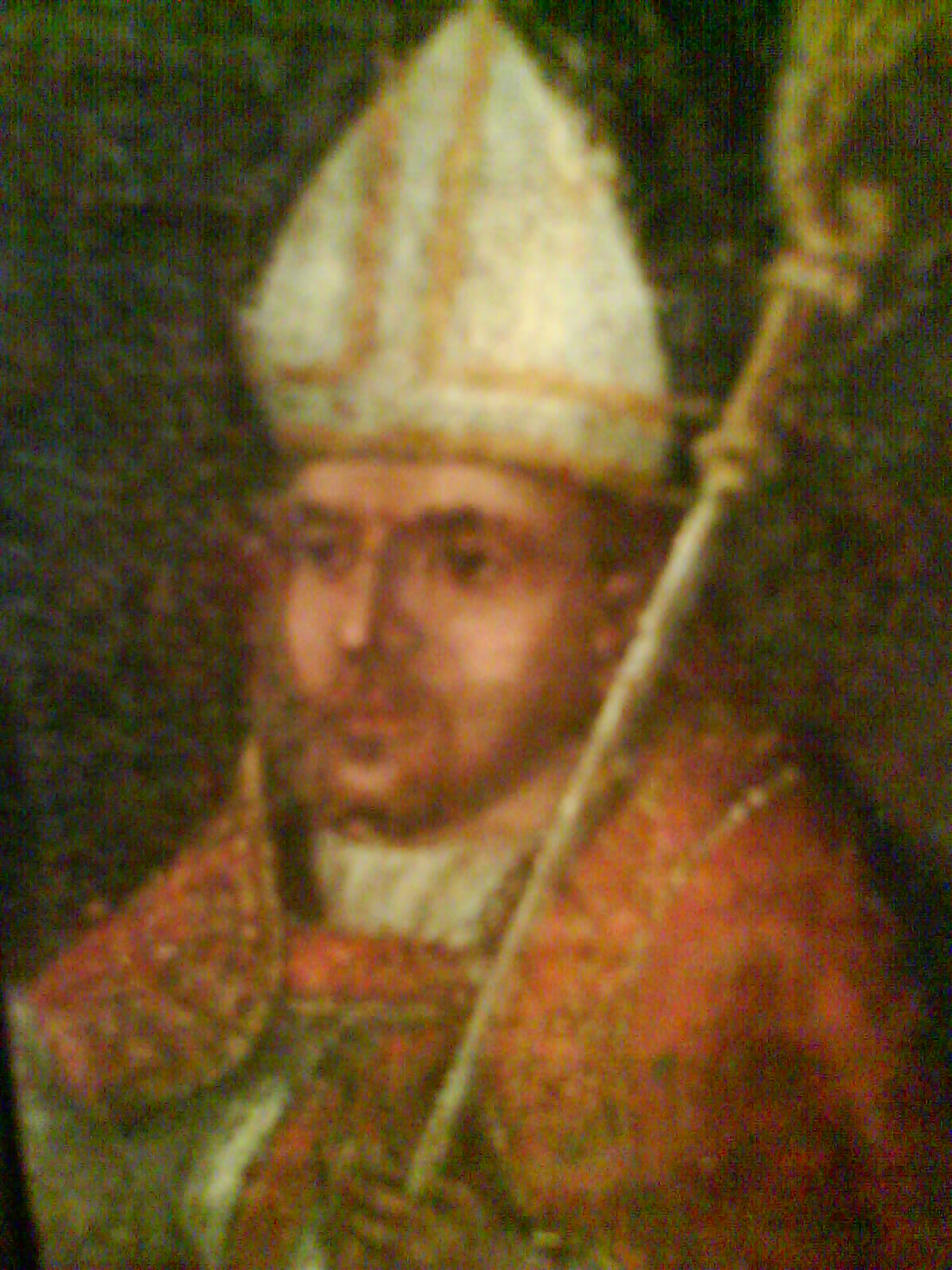
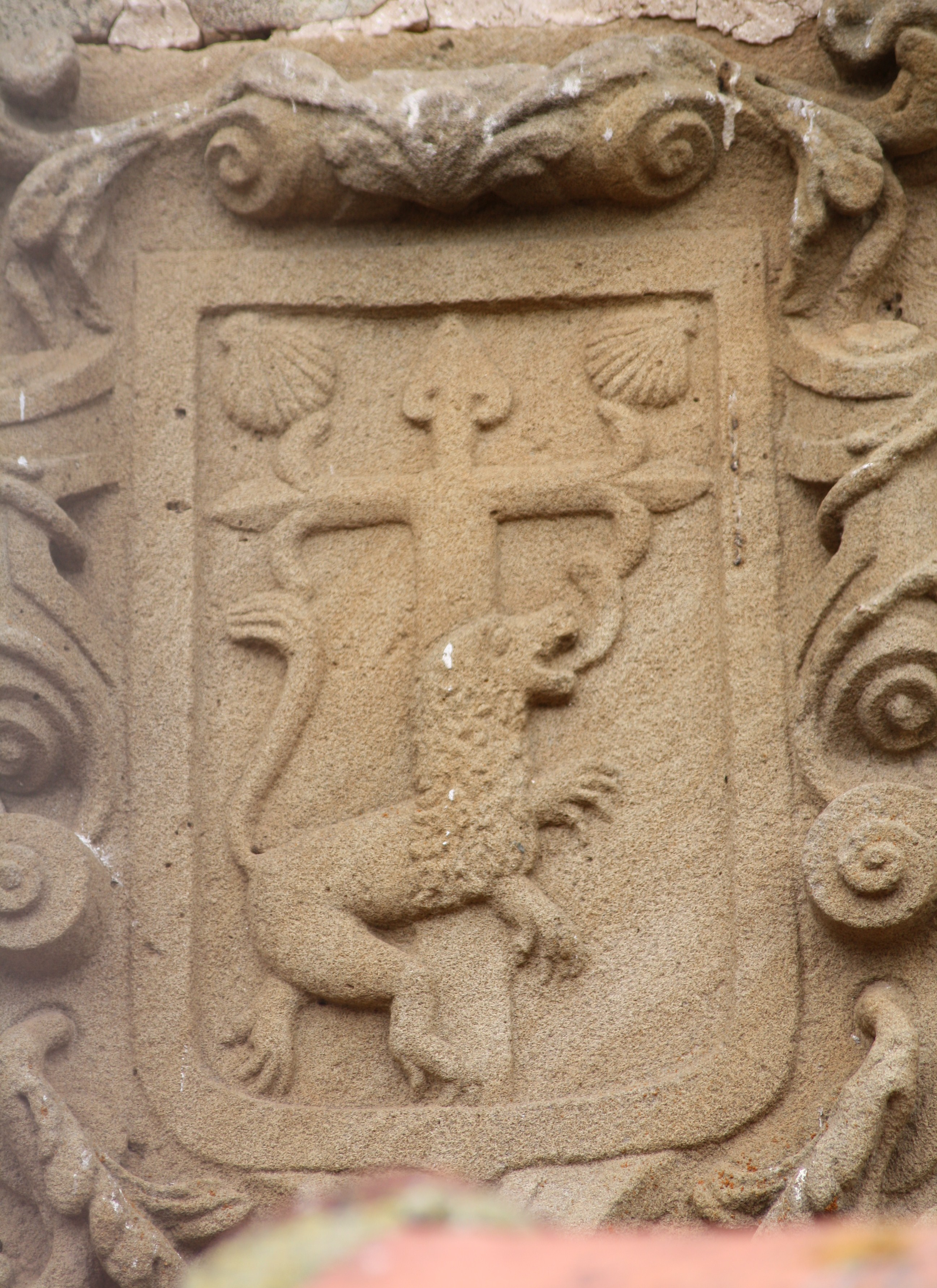
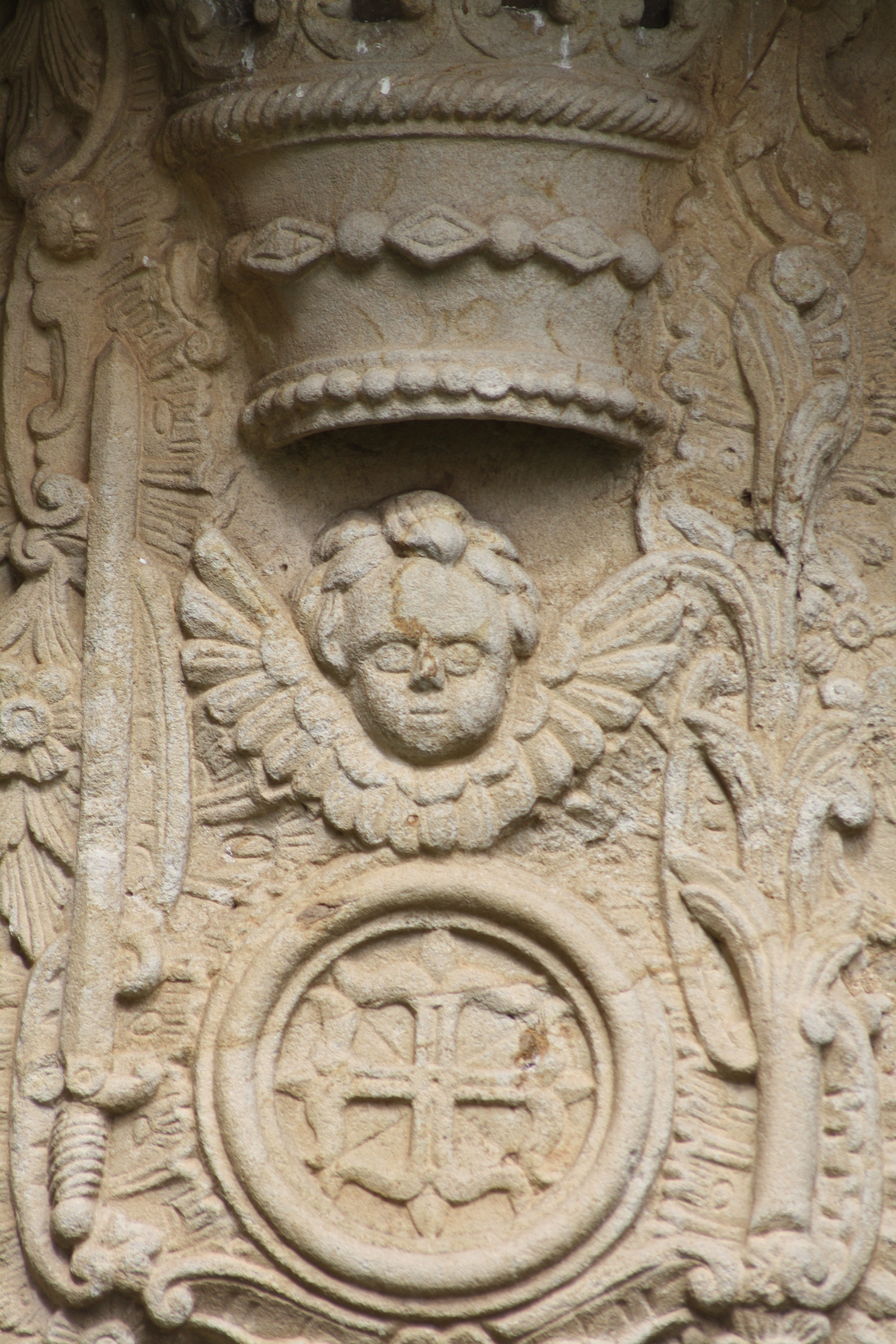
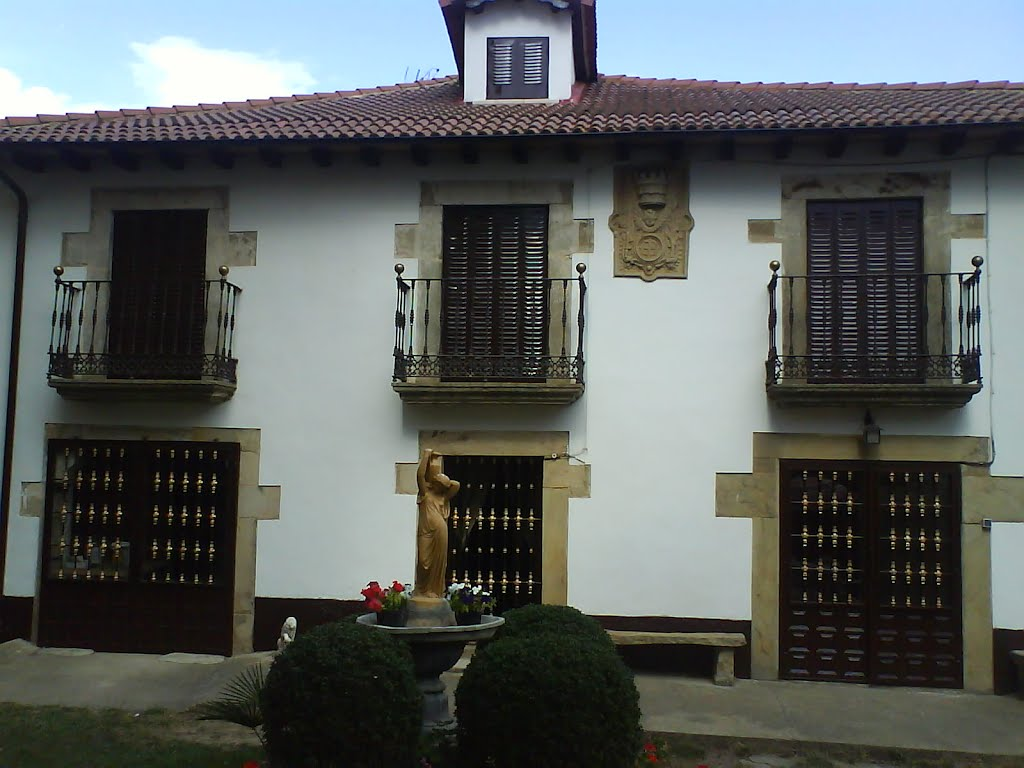